# مستشفى إربد التخصصي
مستشفى إربد التخصصي هو مستشفى أردني، يقع في منطقة إيدون في مدينة إربد، تأسس عام 1997.

## الخدمات الطبية المقدمة
يقدم المستشفى خدماته في مختلف فروع الطب والجراحة والتخصصات الطبية المختلفة، عدد الأسرّة 130 سريراً.
يحوي المستشفى على أقسام الجراحة العامة والباطنية والنسائية والأطفال.